# Diskografie Ollyho Murse
Toto je seznam vydané diskografie anglického zpěváka Ollyho Murse.

## Studiová alba
| Název                                                                                   | Detaily o albu                                                     | Umístění v hitparádách | Umístění v hitparádách | Umístění v hitparádách | Umístění v hitparádách | Umístění v hitparádách | Umístění v hitparádách | Umístění v hitparádách | Umístění v hitparádách | Umístění v hitparádách | Umístění v hitparádách | Prodeje                      | Certifikace                                                                    |
| Název                                                                                   | Detaily o albu                                                     | UK                     | AUS                    | AUT                    | CAN                    | GER                    | IRE                    | NZ                     | SWE                    | SWI                    | US                     | Prodeje                      | Certifikace                                                                    |
| --------------------------------------------------------------------------------------- | ------------------------------------------------------------------ | ---------------------- | ---------------------- | ---------------------- | ---------------------- | ---------------------- | ---------------------- | ---------------------- | ---------------------- | ---------------------- | ---------------------- | ---------------------------- | ------------------------------------------------------------------------------ |
| Olly Murs                                                                               | - Vydáno: 29. listopadu 2010 - Vydavatelství: Epic, Syco           | 2                      | —                      | —                      | —                      | —                      | 11                     | —                      | —                      | —                      | —                      | - UK: 834,000                | - BPI: 2× Platinum - IRMA: Gold                                                |
| In Case You Didn't Know                                                                 | - Vydáno: 25. listopadu 2011 - Vydavatelství: Epic, Syco           | 1                      | —                      | 68                     | —                      | 18                     | 2                      | —                      | 10                     | 19                     | —                      | - UK: 1,120,000              | - BPI: 3× Platinum - IRMA: 2× Platinum                                         |
| Right Place Right Time                                                                  | - Vydáno: 23. listopadu 2012 - Vydavatelství: Epic, Syco, Columbia | 1                      | 20                     | 5                      | 17                     | 22                     | 3                      | 27                     | 14                     | 6                      | 19                     | - UK: 1,380,000 - US: 71,000 | - BPI: 5× Platinum - ARIA: Gold - IFPI AUT: Gold - BVMI: Gold - IRMA: Platinum |
| Never Been Better                                                                       | - Vydáno: 24. listopadu 2014 - Vydavatelství: Epic, Syco           | 1                      | 27                     | 40                     | 43                     | 38                     | 7                      | —                      | 50                     | 20                     | 42                     | - UK: 863,000                | - BPI 3× Platinum                                                              |
| 24 Hrs                                                                                  | - Vydáno: 1. listopadu 2016 - Vydavatelství: RCA, Syco             | 1                      | 42                     | 72                     | —                      | 41                     | 2                      | —                      | —                      | 32                     | —                      | - UK: 500,000                | - BPI: Platinum                                                                |
| You Know I Know                                                                         | - Vydáno: 9. listopadu 2018 - Vydavatelství: RCA                   | 2                      | —                      | —                      | —                      | 75                     | 10                     | —                      | —                      | 56                     | —                      |                              | - BPI: Platinum                                                                |
| Marry Me                                                                                | - Vydáno: 2. prosince 2022 - Vydavatelství: EMI                    | 1                      | —                      | —                      | —                      | —                      | 55                     | —                      | —                      | —                      | —                      |                              |                                                                                |
| "—" značí, že se nahrávka neumístila v hitparádách nebo v tomto území ani nebyla vydána |                                                                    |                        |                        |                        |                        |                        |                        |                        |                        |                        |                        |                              |                                                                                |

## Extended play
| Název                        | Detaily                                                 |
| ---------------------------- | ------------------------------------------------------- |
| iTunes Festival: London 2012 | - Vydáno: 3. září 2012 - Vydavatelství: Epic, Syco      |
| Unwrapped                    | - Vydáno: 12. prosince 2014 - Vydavatelství: Epic, Syco |
| 24 Hrs (Acoustic)            | - Vydáno: 24. prosince 2016 - Vydavatelství: Epic, Syco |

## Singly

### Jako hlavní umělec
| Název                                                                                   | Rok  | Umístění v hitparádách | Umístění v hitparádách | Umístění v hitparádách | Umístění v hitparádách | Umístění v hitparádách | Umístění v hitparádách | Umístění v hitparádách | Umístění v hitparádách | Umístění v hitparádách | Umístění v hitparádách | Certifikace | Album                   |
| Název                                                                                   | Rok  | UK                     | AUS                    | AUT                    | CAN                    | GER                    | IRE                    | NZ                     | SWE                    | SWI                    | US                     | Certifikace | Album                   |
| --------------------------------------------------------------------------------------- | ---- | ---------------------- | ---------------------- | ---------------------- | ---------------------- | ---------------------- | ---------------------- | ---------------------- | ---------------------- | ---------------------- | ---------------------- | --- | ----------------------- |
| "Please Don't Let Me Go"                                                                | 2010 | 1                      | —                      | —                      | —                      | —                      | 5                      | —                      | —                      | —                      | —                      | - BPI: Gold | Olly Murs               |
| "Thinking of Me"                                                                        | 2010 | 4                      | —                      | —                      | —                      | —                      | 13                     | —                      | —                      | —                      | —                      | - BPI: Gold | Olly Murs               |
| "Heart on My Sleeve"                                                                    | 2011 | 20                     | —                      | —                      | —                      | —                      | —                      | —                      | —                      | —                      | —                      | | Olly Murs               |
| "Busy"                                                                                  | 2011 | 45                     | —                      | —                      | —                      | —                      | —                      | —                      | —                      | —                      | —                      | | Olly Murs               |
| "Heart Skips a Beat" (feat. Rizzle Kicks)                                               | 2011 | 1                      | 85                     | 6                      | 91                     | 1                      | 6                      | —                      | 60                     | 1                      | 96                     | - BPI: Platinum - IFPI AUT: Gold - BVMI: 3× Gold - IFPI SWI: 2× Platinum                                                                                       | In Case You Didn't Know |
| "Dance with Me Tonight"                                                                 | 2011 | 1                      | 62                     | 65                     | —                      | —                      | 2                      | —                      | —                      | —                      | —                      | - BPI: Platinum | In Case You Didn't Know |
| "Oh My Goodness"                                                                        | 2012 | 13                     | —                      | 27                     | —                      | 24                     | 13                     | —                      | —                      | —                      | —                      | - BPI: Silver | In Case You Didn't Know |
| "Troublemaker" (feat. Flo Rida)                                                         | 2012 | 1                      | 4                      | 3                      | 1                      | 1                      | 3                      | 2                      | 31                     | 8                      | 25                     | - BPI: 2× Platinum - ARIA: 3× Platinum - IFPI AUT: Gold - MC: 2× Platinum - BVMI: Gold - RMNZ: Platinum - IFPI SWE: Platinum - IFPI SWI: Gold - RIAA: Platinum | Right Place Right Time  |
| "Army of Two"                                                                           | 2013 | 12                     | 19                     | 27                     | —                      | 96                     | 18                     | 13                     | —                      | —                      | —                      | - BPI: Silver - ARIA: Platinum | Right Place Right Time  |
| "Dear Darlin'"                                                                          | 2013 | 5                      | 4                      | 1                      | 83                     | 2                      | 8                      | 29                     | 38                     | 5                      | 95                     | - BPI: Platinum - ARIA: 2× Platinum - IFPI AUT: Gold - BVMI: Platinum - IFPI SWI: Gold                                                                         | Right Place Right Time  |
| "Right Place Right Time"                                                                | 2013 | 27                     | 88                     | 65                     | —                      | 53                     | 74                     | —                      | —                      | —                      | —                      | | Right Place Right Time  |
| "Hand on Heart"                                                                         | 2013 | 25                     | 73                     | —                      | —                      | —                      | 50                     | —                      | —                      | —                      | —                      | | Right Place Right Time  |
| "Wrapped Up" (feat. Travie McCoy)                                                       | 2014 | 3                      | 15                     | 21                     | —                      | 11                     | 7                      | —                      | 21                     | 18                     | —                      | - BPI: Platinum - ARIA: Gold - IFPI SWE: Platinum | Never Been Better       |
| "Up" (feat. Demi Lovato)                                                                | 2014 | 4                      | 14                     | 6                      | —                      | 17                     | 3                      | 9                      | —                      | 28                     | —                      | - BPI: 2× Platinum - ARIA: 2× Platinum - RMNZ: Platinum | Never Been Better       |
| "Seasons"                                                                               | 2015 | 34                     | —                      | —                      | —                      | —                      | 58                     | —                      | —                      | —                      | —                      | | Never Been Better       |
| "Beautiful to Me"                                                                       | 2015 | 93                     | —                      | —                      | —                      | —                      | —                      | —                      | —                      | —                      | —                      | | Never Been Better       |
| "Kiss Me"                                                                               | 2015 | 11                     | —                      | —                      | —                      | —                      | 48                     | —                      | —                      | —                      | —                      | - BPI: Platinum | Never Been Better       |
| "You Don't Know Love"                                                                   | 2016 | 15                     | 77                     | 57                     | —                      | 76                     | 54                     | —                      | 40                     | 90                     | —                      | - BPI: Platinum | 24 Hrs                  |
| "Grow Up"                                                                               | 2016 | 25                     | —                      | —                      | —                      | 94                     | 48                     | —                      | —                      | —                      | —                      | - BPI: Silver | 24 Hrs                  |
| "Years & Years"                                                                         | 2016 | 83                     | —                      | —                      | —                      | —                      | —                      | —                      | —                      | —                      | —                      | | 24 Hrs                  |
| "Unpredictable" (s Louisa Johnson)                                                      | 2017 | 32                     | —                      | —                      | —                      | —                      | 65                     | —                      | —                      | —                      | —                      | - BPI: Gold | 24 Hrs                  |
| "Moves" (feat. Snoop Dogg)                                                              | 2018 | 46                     | —                      | —                      | —                      | —                      | —                      | —                      | —                      | —                      | —                      | - BPI: Silver | You Know I Know         |
| "Die of a Broken Heart"                                                                 | 2022 | —                      | —                      | —                      | —                      | —                      | —                      | —                      | —                      | —                      | —                      | | Marry Me                |
| "I Hate You When You're Drunk"                                                          | 2022 | —                      | —                      | —                      | —                      | —                      | —                      | —                      | —                      | —                      | —                      | | Marry Me                |
| "Coming Off the Snow (The Miracle of Christmas)"                                        | 2022 | —                      | —                      | —                      | —                      | —                      | —                      | —                      | —                      | —                      | —                      | | Singl bez alb           |
| "I Found Her"                                                                           | 2023 | —                      | —                      | —                      | —                      | —                      | —                      | —                      | —                      | —                      | —                      | | Marry Me                |
| "—" značí, že se nahrávka neumístila v hitparádách nebo v tomto území ani nebyla vydána |      |                        |                        |                        |                        |                        |                        |                        |                        |                        |                        | |                         |

### Jako vedlejší umělec
| "You Are Not Alone" (jako The X Factor Finalists 2009)                                  | 2009 | 1 | —  | 1  | —  | - BPI: Gold | Singl bez alb  |
| "Inner Ninja" (Classified feat. Olly Murs)                                              | 2013 | — | 60 | 37 | 33 |             | Classified     |
| "Do They Know It's Christmas?" (jako Band Aid 30)                                       | 2014 | 1 | 3  | 1  | 2  | - BPI: Gold | Singly bez alb |
| "More Mess" (Kungs feat. Olly Murs a Coely)                                             | 2017 | — | —  | —  | —  |             | Singly bez alb |
| "—" značí, že se nahrávka neumístila v hitparádách nebo v tomto území ani nebyla vydána |      |   |    |    |    |             |                |

### Promo singly
| Název            | Rok  | Album             |
| ---------------- | ---- | ----------------- |
| "Stevie Knows"   | 2015 | Never Been Better |
| "Back Around"    | 2016 | 24 Hrs            |
| "Take Your Love" | 2018 | You Know I Know   |
| "Excuses"        | 2018 | You Know I Know   |
| "Feel the Same"  | 2019 | You Know I Know   |

## Další umístěné písně
| Název                                                                                   | Rok  | Umístění v hitparádách | Umístění v hitparádách | Umístění v hitparádách | Umístění v hitparádách | Album                    |
| Název                                                                                   | Rok  | UK                     | AUT                    | GER                    | IRE                    | Album                    |
| --------------------------------------------------------------------------------------- | ---- | ---------------------- | ---------------------- | ---------------------- | ---------------------- | ------------------------ |
| "This One's for the Girls"                                                              | 2010 | 69                     | —                      | —                      | —                      | "Please Don't Let Me Go" |
| "I Need You Now"                                                                        | 2011 | 199                    | —                      | —                      | —                      | In Case You Didn't Know  |
| "I Wan'na Be like You" (Robbie Williams feat. Olly Murs)                                | 2013 | 78                     | 55                     | 85                     | 64                     | Swings Both Ways         |
| "I Wish It Could Be Christmas Everyday"                                                 | 2013 | 172                    | —                      | —                      | —                      | Right Place Right Time   |
| "Never Been Better"                                                                     | 2014 | 80                     | —                      | —                      | —                      | Never Been Better        |
| "Tomorrow"                                                                              | 2014 | 171                    | —                      | —                      | —                      | Never Been Better        |
| "—" značí, že se nahrávka neumístila v hitparádách nebo v tomto území ani nebyla vydána |      |                        |                        |                        |                        |                          |

## Spolu umělec
| Název                                    | Rok  | Další umělec | Album                           |
| ---------------------------------------- | ---- | --- | ------------------------------- |
| "Without You"                            | 2012 | — | BBC Radio 1's Live Lounge 2012] |
| "Not That Polite"                        | 2012 | Chris Moyles | The Difficult Second Album      |
| "Charity Song"                           | 2012 | Chris Moyles, Davina McCall, Pixie Lott, Gary Barlow, Ed Sheeran, Danny O'Donoghue, Robbie Williams, James Corden, Ricky Wilson | The Difficult Second Album      |
| "Don't You Worry Child"                  | 2013 | — | BBC Radio 1's Live Lounge 2013  |
| "Did I Lose You"                         | 2013 | Giorgia | Senza paura                     |
| "Can't Stop the Feeling!/Rock Your Body" | 2016 | — | BBC Radio 1's Live Lounge 2016  |

## Videoklipy
| Název                                                  | Rok  | Režisér                                 |
| ------------------------------------------------------ | ---- | --------------------------------------- |
| "You Are Not Alone" (jako The X Factor finalists 2009) | 2009 |                                         |
| "Please Don't Let Me Go"                               | 2010 | Diamond Dogs                            |
| "Thinking of Me"                                       | 2010 | Dave Mould                              |
| "Heart on My Sleeve"                                   | 2011 | Sean De Sparengo                        |
| "Busy"                                                 | 2011 | Corin Hardy                             |
| "Heart Skips a Beat" (feat. Rizzle Kicks)              | 2011 | Corin Hardy                             |
| "Dance with Me Tonight"                                | 2011 | Marcus Lundin                           |
| "Oh My Goodness"                                       | 2012 | Marcus Lundin                           |
| "Heart Skips a Beat" (US version) (feat. Chiddy Bang)  | 2012 | Declan Whitebloom a Daniel Cloud Campos |
| "Troublemaker" (feat. Flo Rida)                        | 2012 | Michael Baldwin                         |
| "Army of Two"                                          | 2013 | Vaughan Arnell                          |
| "Dear Darlin"                                          | 2013 | Carly Cussen                            |
| "Right Place Right Time"                               | 2013 | Dominic O'Riordan Warren Smith [ 61 ]   |
| "Inner Ninja"                                          | 2013 |                                         |
| "Hand on Heart"                                        | 2013 | Vaughan Arnell                          |
| "Wrapped Up" (feat. Travie McCoy)                      | 2014 | Jonathan Lia                            |
| "Up"                                                   | 2014 | Ben a Gabe Turner                       |
| "Do They Know It's Christmas?" (jako Band Aid 30)      | 2014 |                                         |
| "Look at the Sky"                                      | 2015 | Yuichiro Sato                           |
| "Seasons"                                              | 2015 | Ben Turner                              |
| "Beautiful to Me"                                      | 2015 | Martyn Thomas                           |
| "Kiss Me"                                              | 2015 | Gabe Turner                             |
| "Stevie Knows"                                         | 2015 | Frank Borin                             |
| "You Don't Know Love"                                  | 2016 | Charles Mehling                         |
| "Grow Up"                                              | 2016 | Jim Canty                               |
| "Years & Years"                                        | 2016 | Charles Mehling                         |
| "Unpredictable" (s Louisa Johnson)                     | 2017 | Marc Klasfeld                           |
| "Moves" (feat. Snoop Dogg)                             | 2018 |                                         |